# 48-ма піхотна дивізія (Третій Рейх)
48-ма піхотна дивізія (Третій Рейх) (нім. 48. Infanterie-Division) — піхотна дивізія Вермахту за часів Другої світової війни.

## Історія
48-ма піхотна дивізія була сформована 1 лютого 1944 року біля Остенде в Бельгії шляхом перейменування 171-ї резервної дивізії.

## Райони бойових дій
1-ше формування
- Бельгія (лютий — серпень 1944);
- Франція (серпень — вересень 1944);
- Люксембург (вересень — листопад 1944);

2-ге формування
- Австрія (січень — травень 1945).

## Командування

### Командири
1-ше формування
- генерал-лейтенант Карл Каспер (нім. Karl Casper) (1 лютого — 1 жовтня 1944);
- генерал-майор Гергард Кеглер (нім. Gerhard Kegler) (1 — ? жовтня 1944);
- оберст Арнольд Шольц (нім. Arnold Scholz) (? жовтня — ? листопада 1944);

2-ге формування
- генерал-лейтенант Карл Каспер (30 січня — 8 травня 1945).